# János Lenkey
János Lenkey (7. září 1807, Eger – 8. února 1850, Arad) byl generál maďarské revoluce.

## Revoluce
Původně sloužil u císařské armády, ale se svojí rotou utekl a přidal se k revoluční armádě. Básník Sándor Petőfi o něm napsal báseň Lenkeiho století.
Původně bojoval v Srbsku.
15. března 1849 byl jmenován generálem. Měl být velitelem hradu Komárno, později byl jmenován velitelem jezdecké divize, ale bojů se už z důvodu nemoci nezúčastnil.
Po porážce revoluce byl souzen vojenským soudem v Aradu, ale jeho duševní zdraví se zhoršilo natolik, že byl jeho proces zastaven a zemřel v hradním vězení o rok později.